# Charles Deering
Charles Deering (Paris, Maine, 31 de juliol de 1852; Miami, Florida, 5 de febrer de 1927) va ser un empresari, col·leccionista d'art i filantrop nord-americà que va residir a Sitges, Catalunya, entre 1910 i 1921.
El pare de Charles, William Deering, era el fundador de la Deering Harvester Company. El 1873, Charles es va graduar a l'Acadèmia Naval dels Estats Units, i va servir com a oficial a la marina fins al 1881, quan va esdevenir secretari de l'empresa del seu pare.
El 1902, amb de la fusió entre la Deering Harvester i la McCormick Harvesting Machine Company va néixer la companyia International Harvester de la qual Charles Deering va esdevenir-ne el president de la junta.
Charles Deering conegué Ramon Casas a Madrid el 1904. L'any 1908, Casas i Deering, que havia esdevingut el seu mecenes, van viatjar als Estats Units d'Amèrica, i entre 1910 i 1914 van fer diversos viatges per Espanya i Europa.
El 1910 Charles Deering va adquirir l'antic Hospital de Sant Joan de Sitges i va encarregar a l'enginyer i crític d'art Miquel Utrillo i Morlius la conversió en residència i la construcció del Palau Maricel a Sitges per tal que servís per acollir les seves col·leccions d'art. Deering va comprar les cases a banda i banda del carrer i va arreglar les del costat de mar per a la seva residència. El complex artístic de Maricel es va anar construint per fases entre 1910 i 1921. L'antic Hospital de Sant Joan va esdevenir la residència de Deering; el 1915 adquiria Can Xicarrons, entre el Cau Ferrat i la seva propietat com a residència d'hivern, mentre que les cases de l'altra banda, des de l'antiga placeta de l'Hospital de Sant Joan (actual Racó de la Calma) fins al baluard de Santa Caterina (actual Baluard Miquel Utrillo) van ser convertides en el Palau de Maricel, destinades a salons sumptuaris per a les col·leccions artístiques, i a espais de lleure i contemplació, com el Claustre i les Terrasses de Maricel.
El setembre de 1921 Deering es va endur la seva col·lecció d'art als Estats Units, dipositant-la inicialment a l'Institut d'Art de Chicago, però conservant la propietat dels seus edificis a Sitges. Una altra part de la col·lecció d'art va restar al castell de Tamarit, que havia adquirit el 1917.
Al moment de la seva partida, el setembre de 1921 va vendre la residència d'hivern a Ramon Casas, que a la seva mort la va llegar a la seva neboda Maria Àngels Rocamora i el 1976 va ser adquirit per la Diputació de Barcelona, formant part actualment del complex de Maricel i els Museus de Sitges. El 1935 la Junta de Museus de Catalunya va llogar el Palau de Maricel com ampliació del Museu del Cau Ferrat i el 1954 l'Ajuntament de Sitges el va adquirir als descendents de Deering. Les dependències de l'antiga residència, al cantó de Mar, van ser adquirides per la Diputació de Barcelona el 1969 a Salvio Valentí, que poc temps abans les havia comprades als descendents de Deering.
El 1916, Charles Deering va comprar el recinte emmurallat deshabitat de Tamarit, a la comarca del Tarragonès. Va rehabilitar el recinte, reconstruint les muralles i alguns habitatges, i es va construir una residència d'estiu sobre l'antiga abadia. Ramon Casas va ser l'encarregat de dirigir les obres de rehabilitació. Deering hi va dipositar una part de la seva col·lecció d'art procedent de Sitges, i els seus hereus la hi van conservar fins 1986, en què va ser venuda a Sothebys (Madrid). El castell de Tamarit va ser també venut a altres propietaris.
El 1930 es va començar la construcció de la biblioteca Charles Deering al campus d'Evanston de la Northwestern University. El finançament va provenir principalment de les donacions fetes per les famílies Deering, McCormick i Danielson. Inaugurada el 1933, va ser la principal biblioteca de la universitat fins que el 1970 se'n va construir una altra d'adjacent. La biblioteca Deering allotja col·leccions especials, art, música i l'arxiu de la universitat.